# (12609) Apollodore
(12609) Apollodore, internationalement (12609) Apollodoros, est un astéroïde de la ceinture principale.

## Description
(12609) Apollodore est un astéroïde de la ceinture principale. Il fut découvert le 24 septembre 1960 à l'observatoire Palomar par Cornelis Johannes van Houten, Ingrid van Houten-Groeneveld et Tom Gehrels. Il présente une orbite caractérisée par un demi-grand axe de 3,12 UA, une excentricité de 0,18 et une inclinaison de 0,9° par rapport à l'écliptique.
Il fut nommé d'après Apollodore d'Athènes (en grec ancien Ἀπολλόδωρος / Apollódôros), grammairien grec du IIe siècle av. J.-C.

## Compléments